# Székelyhidi Gábor
Székelyhidi Gábor (Debrecen, 1981. június 30. –) magyar matematikus, kutatási területe a differenciálgeometria.
Id. Székelyhidi László matematikus professzor fia, ifj. Székelyhidi László matematikus öccse. A Cambridge-i Egyetemen (Trinity College) főiskolai diplomát szerzett 2002-ben (Tripos 3. rész dicsérettel 2003-ban). 2006-ban a Londoni Imperial College-ban Simon Donaldsonnál PhD-zott (extremális mutatókból és K-stabilitásból). Posztdoktori hallgatóként a Harvard Egyetemen kutatott, majd 2008–2011 között tanársegéd a Columbia Egyetemen. 2011-ben adjunktus, 2014-ben docens, majd 2016-ban professzor lett a Notre Dame Egyetemen.
Geometriai elemzéssel, a komplex differenciálgeometriával (Kähler-sokaság), többek között a példás komplex sokaság (extrém Kähler-példák, Kähler–Einstein-mutatók) a projektív felületekkel foglalkozik.
2014-ben meghívott előadó volt a szöuli Nemzetközi Matematikai Kongresszuson (extrém Kähler-mutatókból).

## Írásai (válogatás)
- An introduction to extremal Kähler metrics, Graduate Studies in Mathematics 152, AMS 2014
- On blowing up extremal Kähler manifolds, Duke Math. J., Band 161, 2012, S. 1411–1453, Teil 2, Invent. Math., Band 200, 2015, S. 925–977
- The Kähler-Ricci flow and K-polystability, Am. J. Math., Band 132, 2010, S. 1077–1090
- Greatest lower bounds on the Ricci curvature of Fano manifolds, Compositio Mathematica, Band 147, 2011, S. 319–331
- V. Tosatti, Székelyhidi Gábor: Regularity of weak solutions of a complex Monge-Ampere equation, Anal. PDE, Band 4, 2011, S. 369–378
- Extremal metrics and K-stability, Bull. London Math. Soc., Band 39, 2007, S. 76–84

## Fordítás
Ez a szócikk részben vagy egészben  a   Gábor Székelyhidi című német Wikipédia-szócikk ezen változatának fordításán alapul.  Az eredeti cikk szerkesztőit annak laptörténete sorolja fel. Ez a jelzés csupán a megfogalmazás eredetét és a szerzői jogokat jelzi, nem szolgál a cikkben szereplő információk forrásmegjelöléseként.